# Балакина, Варвара Семёновна
Варвара Семёновна Балакина — советский хозяйственный, государственный и политический деятель.

## Биография
Родилась в 1907 году в Киеве. Член ВКП(б) с 1943 года.
Выпускница 2-го Ленинградского медицинского института. С 1930 года — на хозяйственной, общественной и политической работе. В 1930—1980 гг. — врач-травматолог в больницах Ленинграда, клинический ординатор, младший научный сотрудник, доцент, участница Великой Отечественной войны, глава хирургического отделения эвакогоспиталя, директор, после 1977 года — научный консультант ордена Трудового Красного Знамени Всесоюзного научно-исследовательского института травматологии и ортопедии имени Вредена.
Избиралась депутатом Верховного Совета СССР 4-го созыва.